# Theodor Gebre Selassie
Theodor Gebre Selassie, född 24 december 1986, är en tjeckisk före detta fotbollsspelare (försvarare) av etiopisk härkomst.
Gebre Selassies far som är läkare kom till Tjeckien från Etiopien och träffade där Gebre Selassies mor som är tjeckiska. Han är den första färgade tjeckiska A-landslagsspelaren och hans syster spelar för Tjeckiens handbollslandslag. 

## Klubbkarriär
I juni 2023 meddelade Gebre Selassie att han avslutade sin fotbollskarriär.

## Landslagskarriär
I maj 2011 blev Selassie uttagen i Tjeckiens landslag för första gången. Den 4 juni 2011 gjorde Selassie sin debut i en träningsmatch mot Peru (0–0). Han blev uttagen i Tjeckiens trupp vid fotbolls-EM 2012.